# Alleanza Nazionale per la Libertà
Alleanza nazionale per la libertà fu un'associazione clandestina antifascista italiana, fondata dal poeta Lauro De Bosis nel 1928 e attiva fino al 1931.

## Storia
Mario Vinciguerra, al tempo sorvegliato speciale del regime per i suoi rapporti con altri antifascisti, raccontava che la sua costituzione fu resa possibile a seguito del suo incontro con De Bosis, conosciuto nel 1927, col quale nella primavera del 1930 raggiunse una "sintonia di pensiero".     
Il gruppo coinvolse Umberto Zanotti Bianco, Romolo Ferlosio, Renzo Rendi e il duca Giovanni Antonio Colonna di Cesarò, provocando però le ire della sinistra, culturalmente distante ; durante il processo cui il Tribunale speciale per la difesa dello Stato lo stesso Vinciguerra,  qualche mese dopo la costituzione del gruppo, subì un arresto, insieme al Rendi ed alla madre del De Bosis, con l'accusa di cospirazione finalizzata all'insurrezione armata.
Dal momento che l'imputazione poteva valere la pena capitale, De Bosis allestì una campagna stampa internazionale di pressione sul regime; il 22 dicembre il tribunale condannò Vinciguerra e Rendi a 15 anni di reclusione, di cui uno in segregazione. La madre del De Bosis, che aveva scritto a Mussolini, fu invece assolta.
Lauro De Bosis si trovava all'estero e, avuta notizia degli esiti processuali, concepì per il suo rientro l'azione spettacolare nella quale trovò la morte, un raid aereo in solitaria col quale effettuare un volantinaggio sopra la città di Roma. La  sua morte nel 1931 e la carcerazione del Vinciguerra e del Rendi posero fine alla breve esperienza politica del gruppo.

## Caratteristiche ed attività
L'associazione, definita dal Candeloro «gruppo di carattere conservatore, liberale e monarchico», si proponeva di contrastare la crescita in Italia di sentimenti antimonarchici ed anticlericali (che il regime indicava quale unica possibile alternativa al fascismo) e di catalizzare intorno a sé una coalizione antifascista di ampio spettro, comprensiva quindi delle forze cattoliche e di destra, (sebbene De Bosis non fosse un clericale, bensì un sostenitore della significativa formula laica cavouriana),  con l'esclusione dei comunisti e di Giustizia e Libertà, per la destituzione di Mussolini ed il pieno ritorno alle "libertà costituzionali".
L'attività politica era incentrata sulla composizione di un bollettino quindicinale, su un solo foglio, da diffondere clandestinamente. Nel primo dei bollettini si legge:

## Personalità aderenti
Aderirono all'associazione Benedetto Croce, che da Napoli la seguì con Gino Doria e Francesco Flora, mentre padre Enrico Rosa, di Civiltà Cattolica, si prodigava nella distribuzione dei bollettini agli incontri dell'Azione Cattolica.